# Austin Wintory
Austin Wintory, född 1984 i Denver, Colorado, är en amerikansk kompositör som skriver musik för datorspel och filmer.
Han är särskilt känd för att ha komponerat musiken till de erkända spelen Flow och Journey, det senare nominerades till en Grammy för Best Score Soundtrack for Visual Media, den första nomineringen någosin för ett datorspel. Andra spel han skrivit musik till innefattar bland annat Monaco: What's Yours Is Mine från 2013 och Assassin's Creed Syndicate från 2015.
Wintory träffade Jenova Chen, som senare skulle bli en av grundarna av Thatgamecompany (företaget bakom titlarna Flow och Journey), medan de båda studerade vid University of Southern California. Wintory, Chen och Nick Clarke utvecklade den första versionen av Flow. Wintory ansåg musiken till spelet vara mycket olik något han tidigare hade skrivit.